# Aulacophora deplanchei
Aulacophora deplanchei là một loài bọ cánh cứng trong họ Chrysomelidae. Loài này được Perroud miêu tả khoa học năm 1864.